# UFC on Fuel TV: Mousasi vs. Latifi
UFC on Fuel TV: Mousasi vs. Latifi (también conocido como UFC on Fuel TV 9) fue un evento de artes marciales mixtas celebrado por Ultimate Fighting Championship el 6 de abril de 2013 en el Ericsson Globe, en Estocolmo, Suecia.

## Historia
El evento fue el segundo evento que la UFC ha organizado en Suecia, después de UFC on Fuel TV: Gustafsson vs. Silva, que tuvo lugar en 2012, y fue el evento de más rápida venta en la historia de UFC en Europa, vendiéndose en sólo tres horas, debido en parte a la participación de entradas revendidas.
El evento estuvo encabezado por el contendiente top de peso semipesado Alexander Gustafsson y el excampeón de peso medio de DREAM y excampeón de peso semipesado de Strikeforce, Gegard Mousasi. Sin embargo, el 2 de abril fue anunciado por la Federación Sueca de MMA, que Gustafsson no estaría autorizado a participar en el evento debido a un corte que recibió durante una sesión de entrenamiento el 30 de marzo. Gustafsson fue sustituido por el recién llegado a UFC Ilir Latifi, uno de sus principales compañeros de entrenamiento.
La pelea entre Robbie Peralta y Akira Corassani, anteriormente vinculada a UFC 156, fue trasladada a este evento después de que Corassani enfermará dejándolo de lado por un corto período de tiempo.

## Premios extra
Cada peleador recibió un bono de $60,000.
- Pelea de la Noche: Brad Pickett vs. Mike Easton
- KO de la Noche: Conor McGregor
- Sumisión de la Noche: Reza Madadi